# Heinz Pose
Heinz Pose (* 10. April 1905 in Königsberg (i.Pr.); † 13. November 1975 in Dresden) war ein deutscher Kernphysiker. Er spielte in der Nachkriegszeit eine Rolle im Sowjetischen Atombombenprojekt.

## Studium und früher Werdegang
Pose studierte Mathematik, Physik und Chemie in Königsberg, München, Göttingen und Halle. 1928 promovierte er beim Nobelpreisträger Gustav Hertz in Halle. Im gleichen Jahr nahm er eine Stelle als Volontärassistent bei Gerhard Hoffmann an und experimentierte mit dessen elektronischer Messtechnik. In einer ersten in der Zeitschrift für Physik veröffentlichten Arbeit bestätigte Pose eine Idee von Hertz, dass man die Bewegung von Elektronen durch den bekannten Mechanismus der Diffusion beschreiben kann.
Bereits im Jahr 1929 gelang Pose eine grundlegende kernphysikalische Entdeckung. Er hatte eine Aluminiumfolie mit Alphateilchen unterschiedlicher Energie bestrahlt und die Ausbeute der durch die Kernreaktion freigesetzten Protonen, die Pose H-Teilchen nannte, gemessen. Dabei beobachtete er eine ausgeprägte Linienstruktur in der Energieabhängigkeit. Diese ließ sich nur durch die Existenz von angeregten Zuständen, aus heutiger Sicht des Zwischenkerns, erklären. Damit wies er zum ersten Mal experimentell nach, dass Atomkerne Energieniveaus besitzen, was ja für Atome schon längere Zeit bekannt war. Seine Entdeckung war vom Standpunkt der Quantentheorie zwar nicht überraschend, aber die Möglichkeit der Beobachtung war damals von Theoretikern bezweifelt worden. Mit diesen Experimenten ist Pose als Entdecker von Resonanzprozessen bei Kernreaktionen und der Energieniveaus von Kernen in die Geschichte der Kernphysik eingegangen. Daran anknüpfend veröffentlichte er bis 1938 weitere grundlegende Arbeiten zu diskreten Energiezuständen anderer leichter Atomkerne.
Pose trat November 1933 in die SA ein. Nach seiner Habilitation erhielt er 1934 einen Lehrauftrag für Atomphysik in Halle. Juli 1937 beantragte er die Aufnahme in die NSDAP und wurde rückwirkend zum 1. Mai desselben Jahres aufgenommen (Mitgliedsnummer 4.340.498).

## Professur und Uranverein
1939 wurde Pose zum außerplanmäßigen Professor an der Universität Halle berufen. 1940 wurde er an das Kaiser-Wilhelm-Institut in Berlin-Dahlem beordert, um dort Forschungsaufträge zur Atomforschung durchzuführen. Dort gelang ihm der Nachweis der spontanen Neutronenemission der Elemente Uran und Thorium als Folge spontaner Kernspaltung. In der Folge wechselte er an die Physikalisch-Technische Reichsanstalt und arbeitete dort und an der Versuchsstelle des Heereswaffenamts in Gottow am G1-Experiment, einer Uranmaschine. 1944 wechselte er an das Physikalische Institut der Universität Leipzig, um an der Entwicklung eines Zyklotrons zur Isotopentrennung mitzuwirken.

## Forschung in der Sowjetunion
Zum Ende des Zweiten Weltkriegs bemühte sich die Sowjetunion, die Forschungsergebnisse und die Wissenschaftler des Uranvereins für das Sowjetische Atombombenprojekt zu sichern. 1946 wurde er Leiter eines der drei für deutsche Kernphysiker in der Sowjetunion eingerichteten Forschungslabors, die zum Ziel hatten, innerhalb von fünf Jahren eine sowjetische Atombombe zu entwickeln. Im Herbst 1945 für die Mitarbeit gewonnen, leitete Pose ab Februar 1946 bis 1955 das Labor W in Obninsk. Das Labor arbeitete an der Messung von Kernkonstanten und erforschte einen Kernreaktor mit Beryllium als Moderator, auch wurde ein gasgekühlter, mit angereichertem Uran betriebener Reaktor untersucht. Spätere Arbeiten zielten auf die Trennung von Isotopen ab. Danach arbeitete Pose bis 1959 am Vereinigten Institut für Kernforschung in Dubna und erforschte insbesondere die Proton-Proton-Wechselwirkung bei hohen Energien.
In diesem Zeitraum wurde Pose bei Deutschlandbesuchen wiederholt von westlichen Geheimdiensten wie der Organisation Gehlen observiert. 1958 versuchte ihn sein Bruder Werner Pose im Auftrag der CIA zum Übersiedeln in die USA zu überreden, worauf Heinz Pose allerdings nicht einging.

## Professur in Dresden

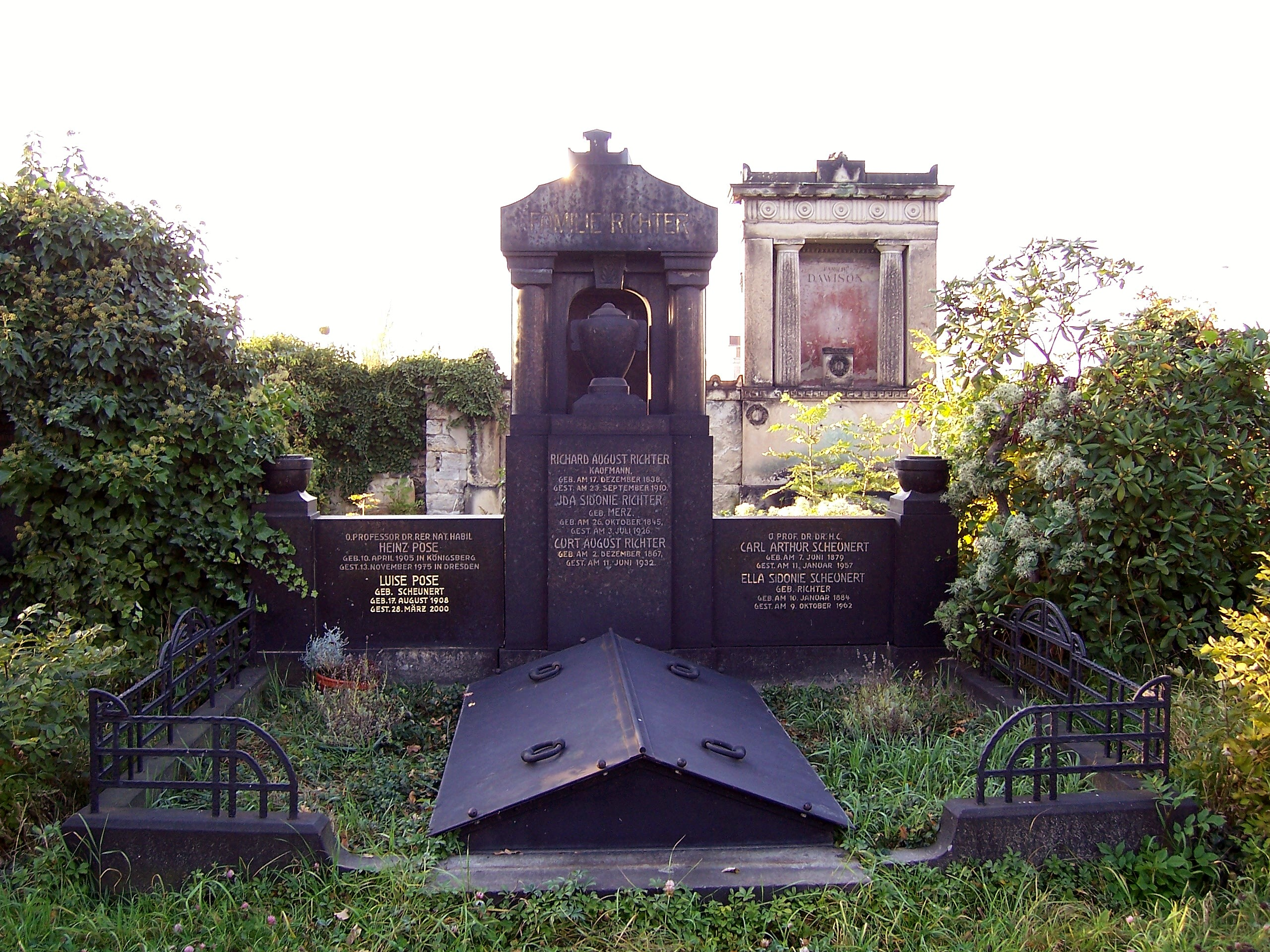
Grab von Heinz Pose auf dem Alten Annenfriedhof

Im Jahr 1959 ging Pose als Direktor des Instituts für Allgemeine Kerntechnik an die Technische Hochschule Dresden und übernahm den Lehrstuhl für Neutronenphysik der Reaktoren. Der Lehrstuhl wurde in den folgenden Jahren zuerst in Lehrstuhl für experimentelle Kernphysik, und später in Lehrstuhl für Experimentalphysik/Kernphysik umbenannt. Im Jahr 1968 wurde das Institut in den Wissenschaftsbereich Kernphysik umgewandelt. Bis zu seiner Emeritierung im Jahr 1970 forschte Professor Pose dort vor allem an der unelastischen Streuung und Polarisation von Neutronen. Neben der Forschung widmete sich Heinz Pose intensiv der Ausbildung von Studenten und Doktoranden, so dass anlässlich seines 70. Geburtstages im Jahre 1975 auf über 100 Diplomarbeiten und 15 Dissertationen verwiesen werden konnte, die unter seiner Betreuung an der TU Dresden entstanden waren.
Er erhielt zahlreiche staatliche Auszeichnungen, unter anderen 1961 den Vaterländischen Verdienstorden in Silber und 1975 in Gold.
Pose verstarb 1975 in Dresden. Sein Grab befindet sich auf dem dortigen Alten Annenfriedhof.

## Ausgewählte Veröffentlichungen

### Erste Arbeiten
- Heinz Pose: Experimentelle Untersuchungen über die Diffusion langsamer Elektronen in Edelgasen, Zeitschrift für Physik, Band 52, Nummer 5–6, Seiten 428–447 (1929) bibcode:1929ZPhy...52..428P
- Gerhard Hoffmann, Heinz Pose: Nachweis von Atomtrümmern durch Messung der Ionisation eines einzelnen H-Strahls, Zeitschrift für Physik, Band 56, Nummer 5–6, Seiten 405–415 (1929) bibcode:1929ZPhy...56..405H
- Heinz Pose: Nachweis von Atomtrümmern aus Aluminium mit dem Hoffmannschen Elektrometer, Die Naturwissenschaften, Band 17, Nummer 31, Seiten 624–624 (1929) bibcode:1929NW.....17..624P
- Heinz Pose: Messungen von Atomtrümmern aus Aluminium, Beryllium, Eisen und Kohlenstoff nach der Rückwärtsmethode, Zeitschrift für Physik, Band 60, Nummer 3–4, Seiten 156–167 (1930) bibcode:1930ZPhy...60..156P
- Heinz Pose: Über die diskreten Reichweitengruppen der H-Teilchen aus Aluminium, Zeitschrift für Physik, Band 64, Nummer 1–2, Seiten 1–21 (1930) bibcode:1930ZPhy...64....1P
- Heinz Pose: Über neue diskrete Reichweitengruppen der H-Teilchen aus Aluminium, Die Naturwissenschaften, Band 18, Nummer 29, Seiten 666–667 (1930) bibcode:1930NW.....18..666P

Pose veröffentlichte danach bis 1937 noch ca. 15 weitere Arbeiten zum Themenkreis Kernreaktionen, darunter
- Heinz Pose: Messung einzelner Korpuskularstrahlen bei Anwesenheit intensiver Gamma-Strahlen, Zeitschrift für Physik, Band 102, Nummer 5–6, Seiten 379–407 (1936) bibcode:1936ZPhy..102..379P

Einige Arbeiten sind in den Verhandlungen der Physikalischen Gesellschaft zu Berlin erschienen.

### Weitere kernphysikalische Arbeiten und geheime Forschungsberichte
- W. Maurer, Heinz Pose: Neutronenemission des Urankerns als Folge seiner spontanen Spaltung, Zeitschrift für Physik, Band 121, Nummer 3–4, Seiten 285–292 bibcode:1943ZPhy..121..285M
- Heinz Pose: Spontane Neutronenemission von Uran und Thorium, Zeitschrift für Physik, Band 121, Nummer 3–4, Seiten 293–297 bibcode:1943ZPhy..121..293P

Seine Forschungsergebnisse für den Uranverein veröffentlichte Pose in den streng geheimen Kernphysikalischen Forschungsberichten:
- F. Berkei, W. Borrmann, Werner Czulius, Kurt Diebner, Georg Hartwig, Karl-Heinz Höcker, W. Herrmann, Heinz Pose, und Ernst Rexer: Bericht über einen Würfelversuch mit Uranoxyd und Paraffin (26. November 1942). G-125.
- Heinz Pose und Ernst Rexer: Versuche mit verschiedenen geometrischen Anordnungen von Uranoxyd und Paraffin (12 October 1943). G-240.

### Redaktion und Bearbeitung von Lehrbüchern
Heinz Pose oblag die Bearbeitung und Redaktion der 3. Auflage der deutschen Übersetzung des vielfach aufgelegten Lehrbuchs Grundlagen der Quantenmechanik von Dmitri I. Blochinzew im Jahr 1962, das sowohl im Deutschen Verlag der Wissenschaften als auch im Verlag Harri Deutsch erschienen ist. Als wissenschaftlicher Berater wirkte er auch bei der deutschen Übersetzung der Monographie Theorie des Atomkerns von Alexander S. Dawydow mit, die von Karlheinz Müller und Günter Flach aus dem Russischen übertragen worden war.

### Werke
- Einführung in die Physik des Atomkerns, Deutscher Verlag der Wissenschaften, 1971.

## Bibliographie
- Klaus Hentschel und Ann M. Hentschel (Eds.): Physics and National Socialism: An Anthology of Primary Sources (Birkhäuser, 1996) ISBN 0-8176-5312-0
- Oleynikov, Pavel V.: German Scientists in the Soviet Atomic Project, The Nonproliferation Review Volume 7, Number 2, 1–30 (2000; PDF; 144 kB).
- Mark Walker: German National Socialism and the Quest for Nuclear Power 1939–1949 (Cambridge, 1993) ISBN 0-521-43804-7